# Cimetière de Verrewinkel
Le cimetière de Verrewinkel est situé dans la commune bruxelloise d'Uccle, en Belgique. Il est encadré par les zones spéciales de conservation du Kauwberg, du parc de la Sauvagère et du plateau Engeland. Une flore relativement rare et spécifique des sols sableux est encore présente au cimetière.

## Historique
L’expansion démographique et la fermeture des cimetières de Saint-Job (1871) et de Saint-Pierre (1876) ont pour conséquence la rapide saturation du cimetière du Dieweg, qui contraint les autorités à ouvrir le nouveau cimetière de Verrewinkel en 1945.

## Personnalités inhumées au Verrewinkel
- Hubert Ansiaux (1908-1987), banquier belge, gouverneur de la Banque nationale de Belgique
- Albert Demuyser (1920-2003), peintre animalier belge
- Luc de Heusch (1927-2012), réalisateur belge
- Maurice Grevisse (1895-1980), grammairien belge

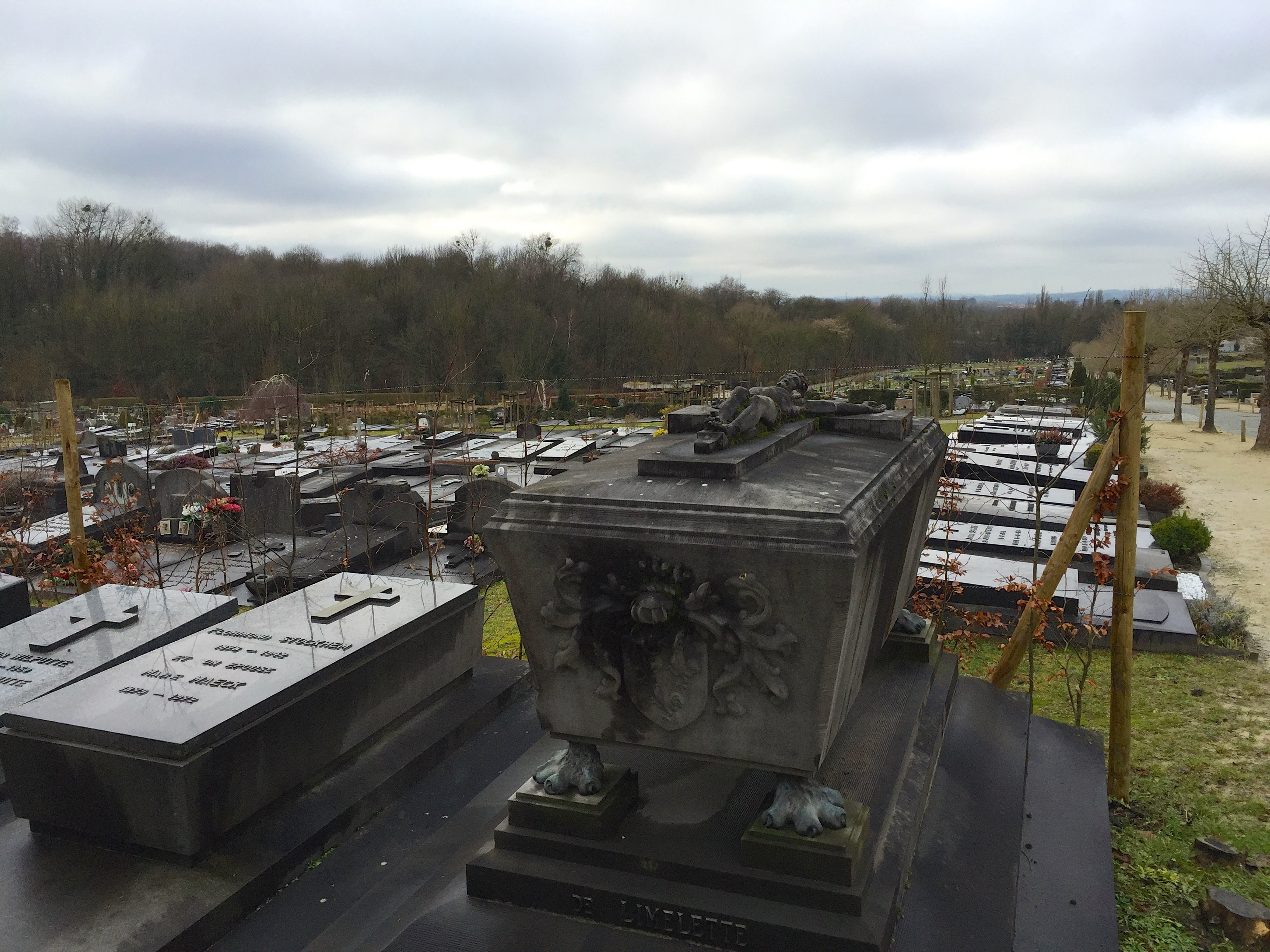
Vue générale
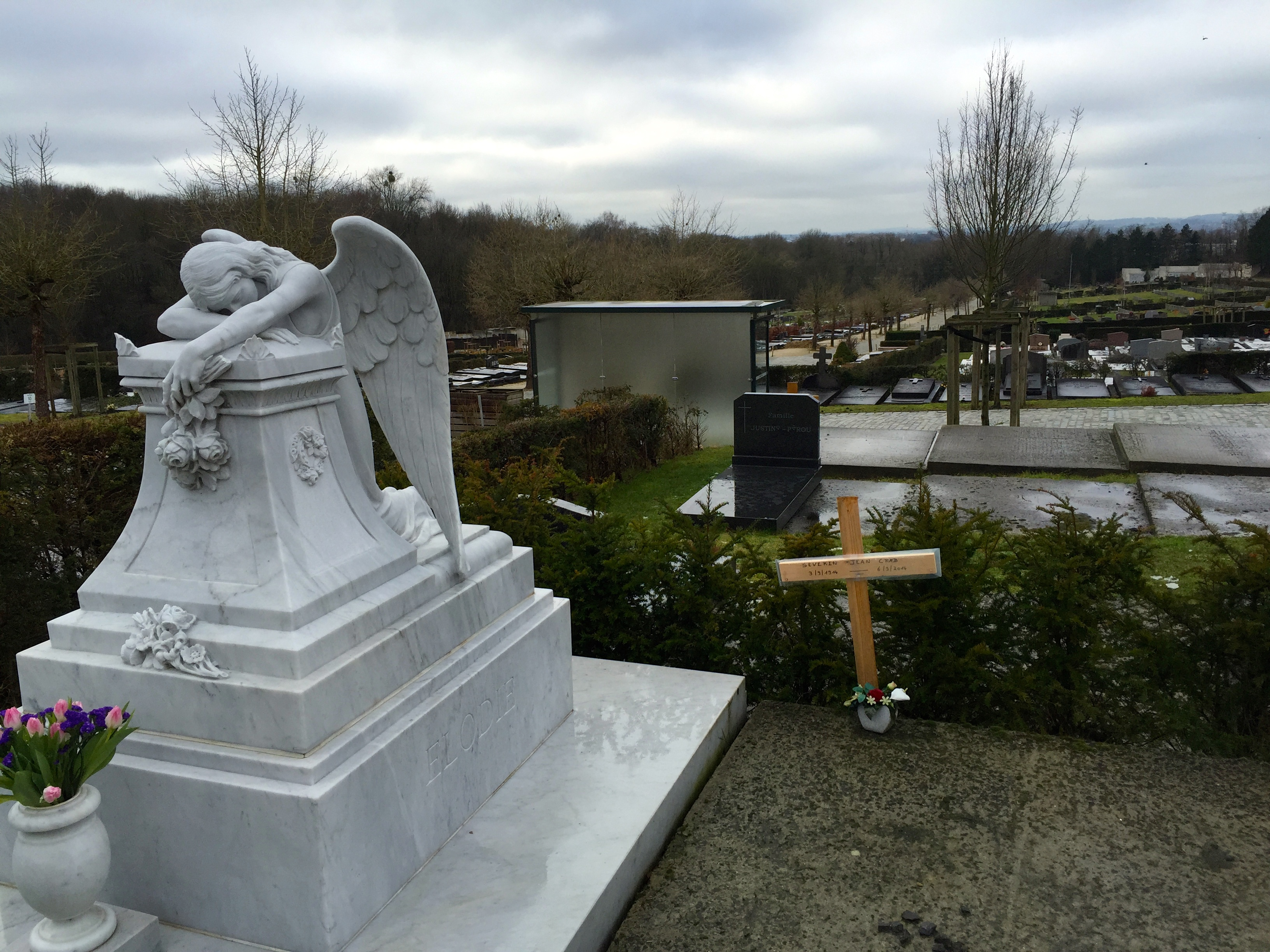
Monument d’Élodie
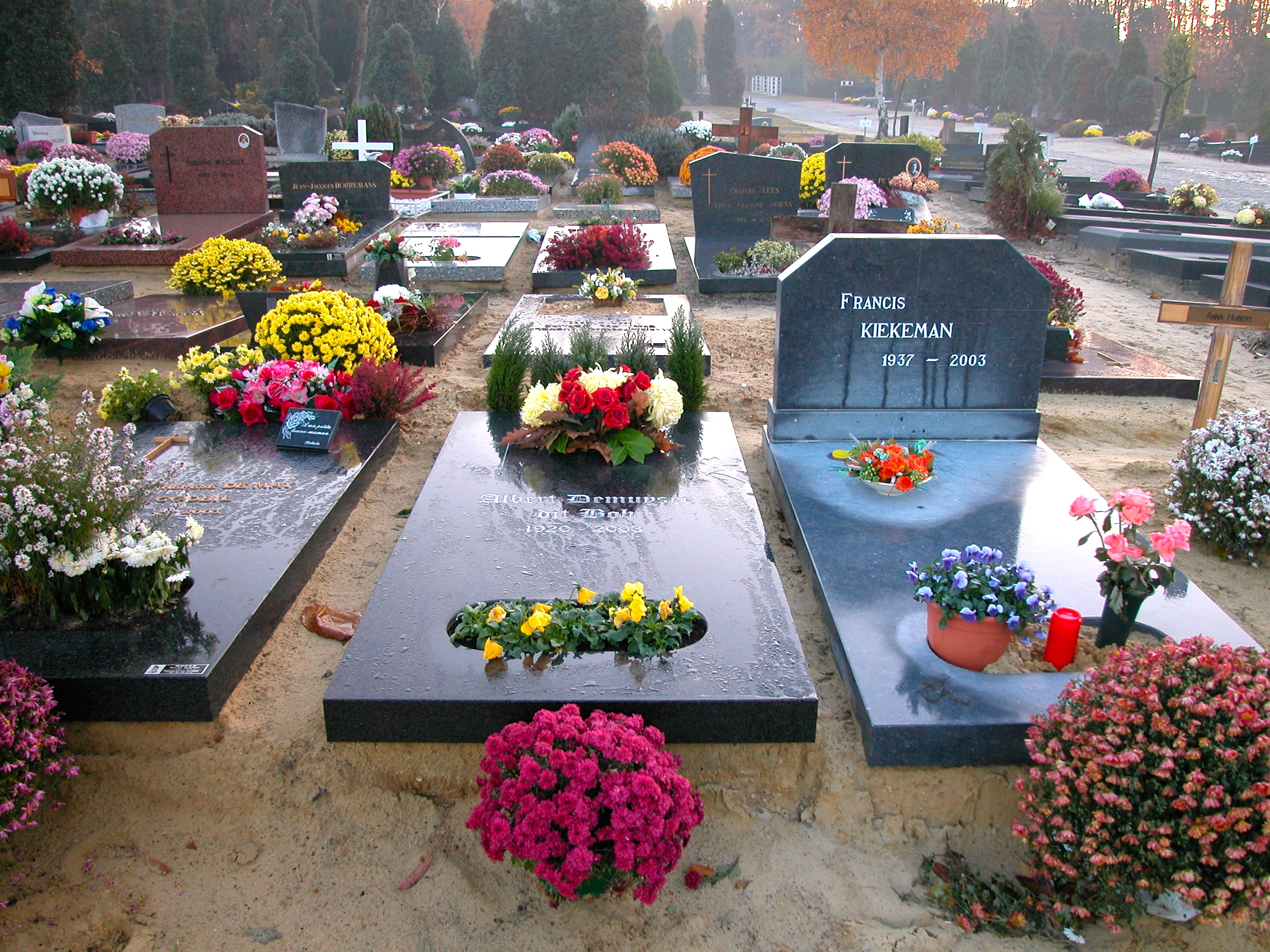
Verrewinkel en novembre
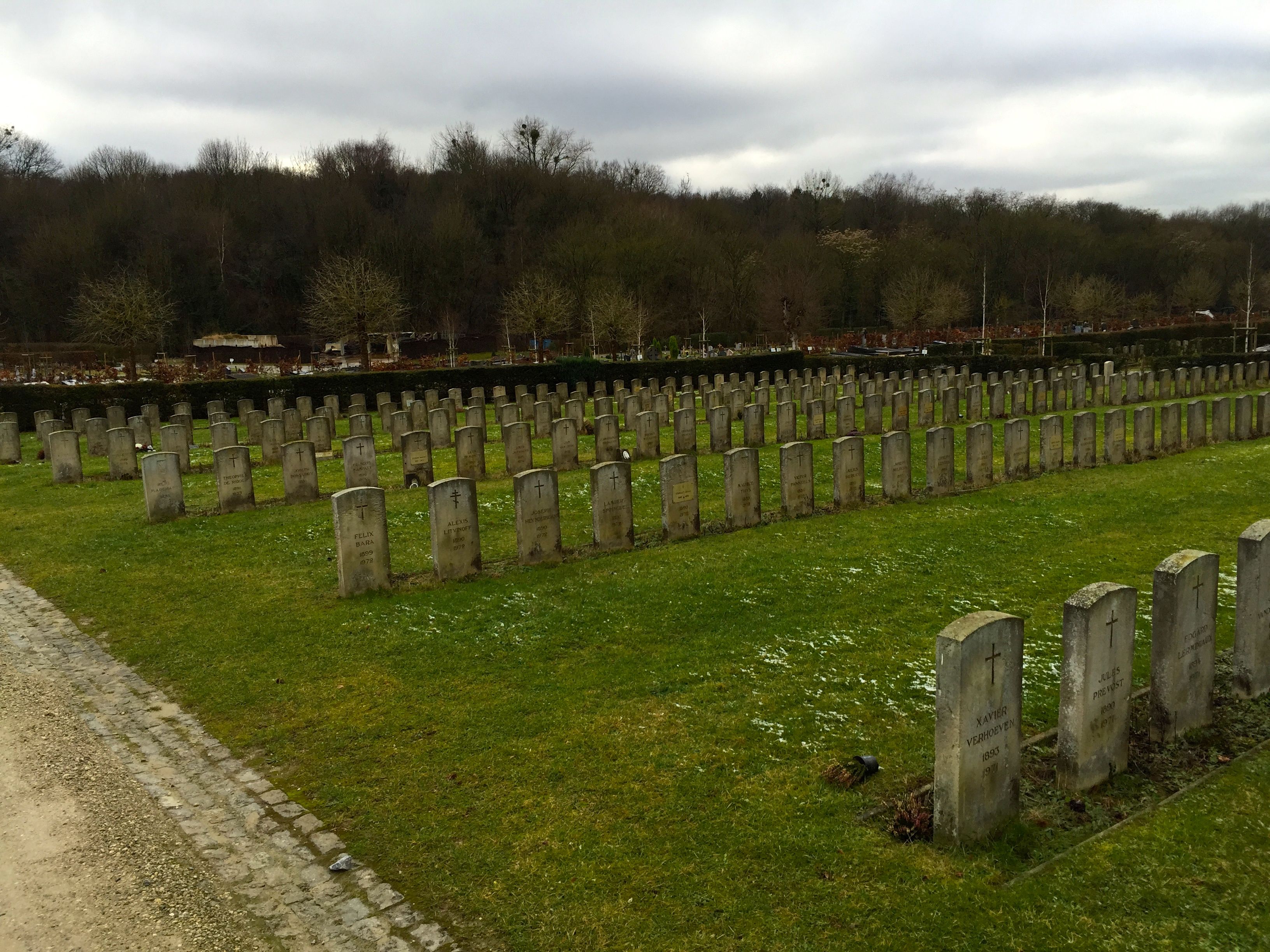
Pelouses des anciens combattants
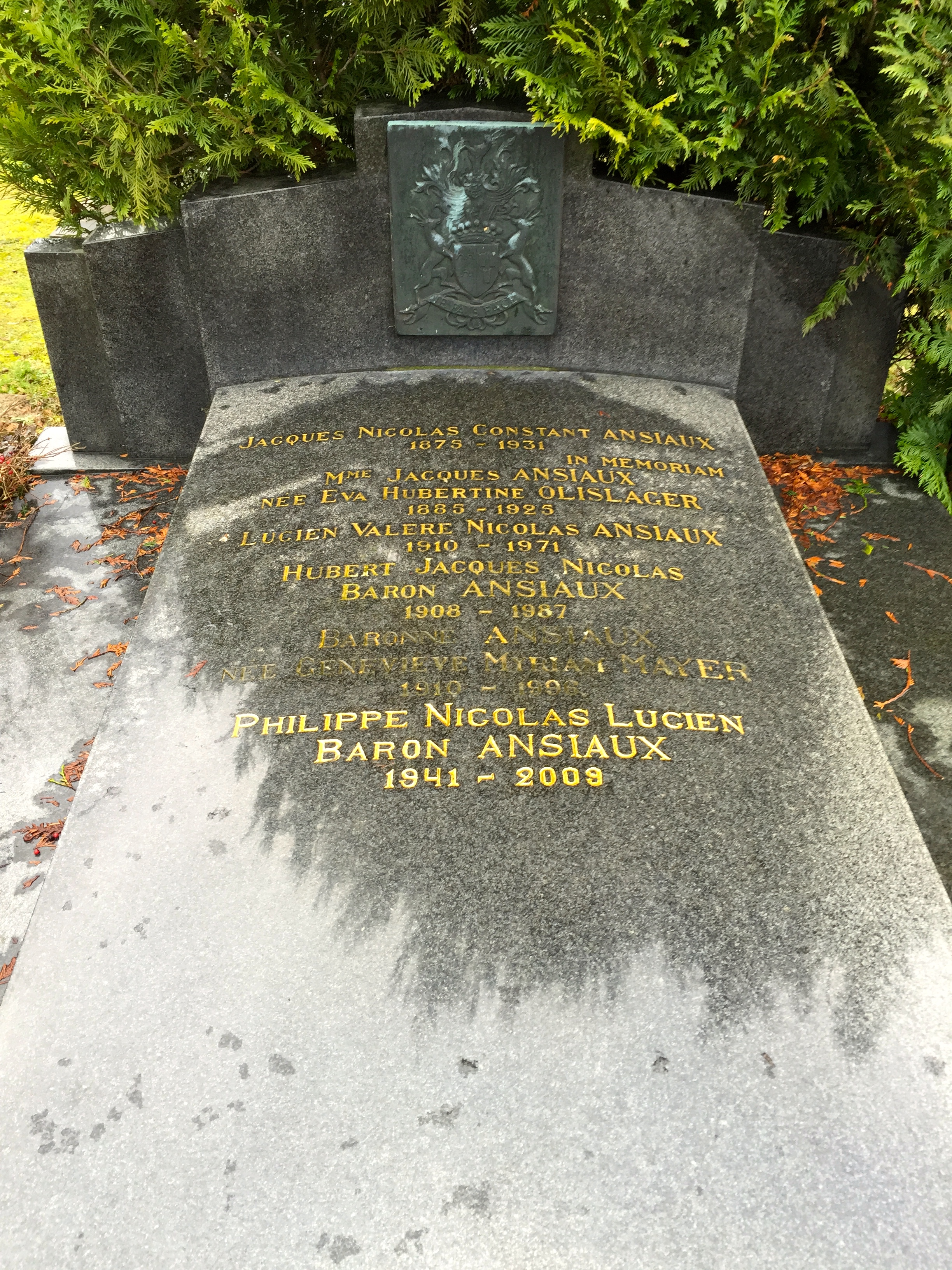
Famille Ansiaux